# Mesmont (Ardenas)
Mesmont é uma comuna francesa na região administrativa de Grande Leste, no departamento das Ardenas. Estende-se por uma área de 11,32 km². Em 2010 a comuna tinha 93 habitantes (densidade: 8,2 hab./km²).